# Liste der Baudenkmäler in Burgkirchen an der Alz

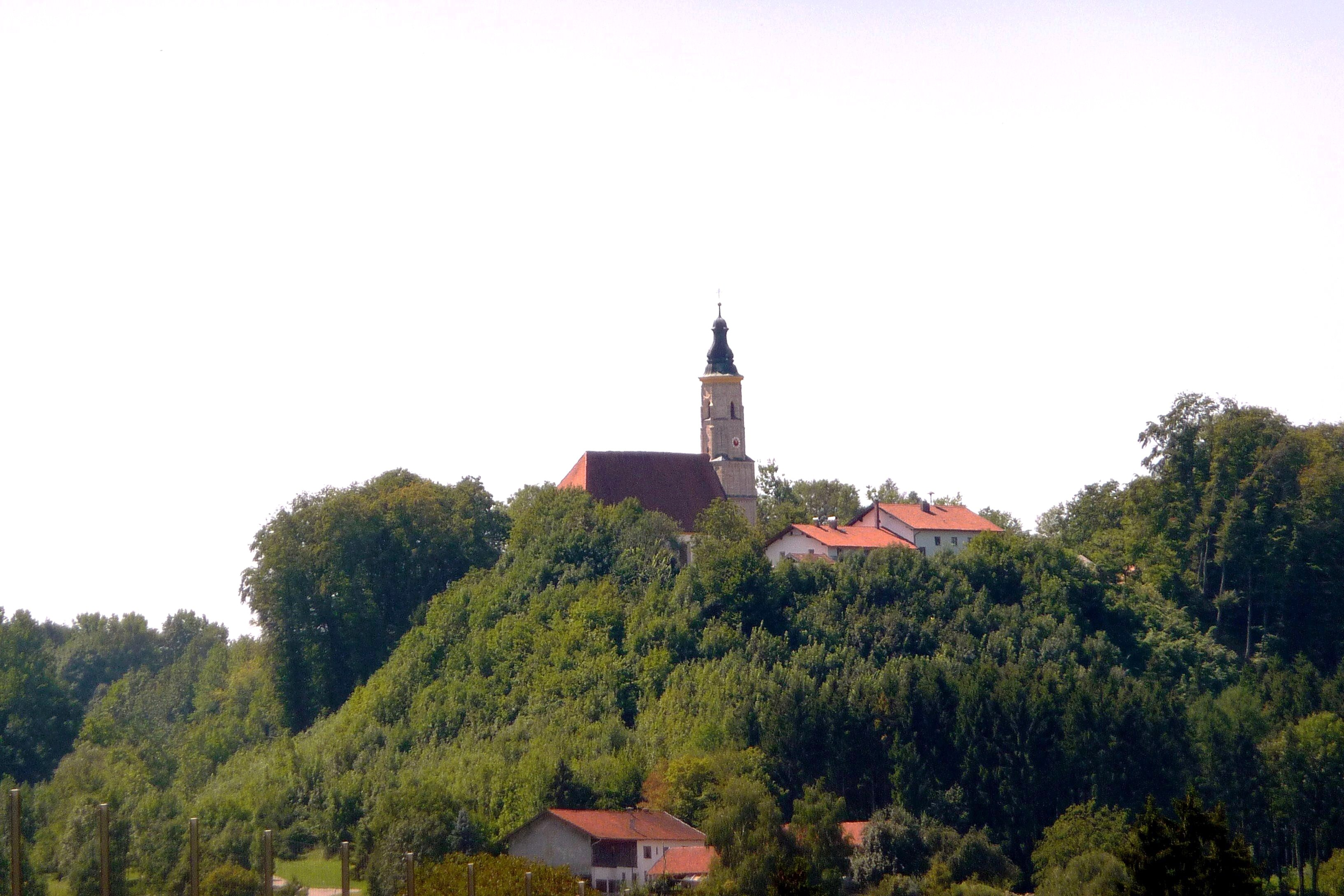
Blick auf Margarethenberg

Auf dieser Seite sind die Baudenkmäler in der oberbayerischen Gemeinde Burgkirchen an der Alz zusammengestellt. Diese Tabelle ist eine Teilliste der Liste der Baudenkmäler in Bayern. Grundlage ist die Bayerische Denkmalliste, die auf Basis des Bayerischen Denkmalschutzgesetzes vom 1. Oktober 1973 erstmals erstellt wurde und seither durch das Bayerische Landesamt für Denkmalpflege geführt wird. Die folgenden Angaben ersetzen nicht die rechtsverbindliche Auskunft der Denkmalschutzbehörde.

## Baudenkmäler nach Ortsteilen

### Burgkirchen an der Alz
| Lage                                      | Objekt                                                  | Beschreibung | Akten-Nr.              | Bild                                                    |
| ----------------------------------------- | ------------------------------------------------------- | --- | ---------------------- | ------------------------------------------------------- |
| Bahnhofstraße 1 (Standort)                | Villenartiges Wohnhaus und ehemalige Bahnhofsgaststätte | zweigeschossiger Schopfwalmdachbau mit Zwerchhaus und Erker, barockisierend mit Jugendstilanklängen, eingeschossiger Anbau mit Pultdach an der Ostseite, um 1908 | D-1-71-113-86 Wikidata | Villenartiges Wohnhaus und ehemalige Bahnhofsgaststätte |
| Eichendorffring 14 (Standort)             | Evangelisch-lutherische Dreifaltigkeitskirche           | Zentralbau über gleichseitigem Dreieck in Hanglage, einseitig abgeschlepptes Zeltdach mit Lichtpyramide, baulich integrierte Mesnerwohnung und Sakristei, im Souterrain Gemeindesaal, Glockenturm mit Haube, von Olaf Andreas Gulbransson, 1960/61; mit Ausstattung; Pfarrhaus mit Pfarrbüro, ein- bis zweigeschossiger Satteldachbau, gleichzeitig; Garage mit Gartenzugang, von Karl H. Schwabenbauer, 1963. | D-1-71-113-90          | weitere Bilder                                          |
| Flur Schwarzenhub a.Eschelberg (Standort) | Wegkapelle                                              | Sogenannte Schwarzenhuber Kapelle, 19. Jahrhundert; mit Ausstattung | D-1-71-113-3 Wikidata  | BW                                                      |
| Nähe Burghauser Straße (Standort)         | Pumpenhaus                                              | kleiner eingeschossiger Satteldachbau, Natursteinmauerwerk, wohl 1. Hälfte 19. Jahrhundert; mit technischer Ausstattung; in der Kleingartenanlage | D-1-71-113-2 Wikidata  | BW                                                      |
| Nähe Fuhrmannstraße (Standort)            | Wegkapelle                                              | Wohl 1864; an der Straße zwischen Hecketstall und Straß | D-1-71-113-4 Wikidata  | Wegkapelle                                              |
| Rupertusstraße 16 (Standort)              | Katholische Pfarrkirche St. Johannes Baptist            | spätgotische Saalkirche, 1477–1484, mit älteren Bauteilen, Spitzhelm nach 1727, Umbau 1763; mit Ausstattung; mit Friedhofsummauerung des 17./18. Jahrhunderts | D-1-71-113-1 Wikidata  | weitere Bilder                                          |
| Weitfeld (Standort)                       | Wegkapelle                                              | bezeichnet 1844; am Weg von Ecketsberg nach Forsthof. | D-1-71-113-5 Wikidata  | Wegkapelle                                              |

### Dorfen
| Lage                     | Objekt                                         | Beschreibung | Akten-Nr.              | Bild |
| ------------------------ | ---------------------------------------------- | --- | ---------------------- | ---- |
| Schmidtner 13 (Standort) | Stall, Westflügel des ehemaligen Vierseithofes | mit Bundwerk-Obergeschoss, Tuffsteinmauerwerk mit Fugenmalerei, bezeichnet 1840; östlich Hütte, mit Blockbauoberteil, Bundwerk und Getreidekasten, 1. Hälfte 19. Jahrhundert | D-1-71-113-16 Wikidata | BW   |
| Edenlemoos 14 (Standort) | Hofkapelle, sogenannte Lourdes-Kapelle         | erbaut 1925; nordwestlich des Hofes | D-1-71-113-17 Wikidata | BW   |
| Dorfen 8 (Standort)      | Wegkapelle                                     | erbaut 1845; mit Ausstattung; am Weg nach Aichlberg, zu Haus Nr. 8 gehörig                                                                                                   | D-1-71-113-18 Wikidata | BW   |

### Margarethenberg
| Lage                         | Objekt | Beschreibung | Akten-Nr.              | Bild           |
| ---------------------------- | --- | --- | ---------------------- | -------------- |
| Margarethenberg 1 (Standort) | Katholische Pfarrkirche Mariä Himmelfahrt und St. Margareta, ehemals Wallfahrtskirche zu den Vierzehn Nothelfern | als dreischiffige Halle 1403–06 erbaut, Umgestaltung zur Wandpfeileranlage und Chorneubau 1751/53 durch Franz Alois Mayr, Westturm spätgotisch, 1403, Obergeschoss 1756/59; mit Ausstattung; Ostteil der Friedhofsummauerung, 16./17. Jahrhundert; Grabmal des Landrichters Joseph Miller, 1798 | D-1-71-113-48 Wikidata | weitere Bilder |
| Margarethenberg 2 (Standort) | Grabkreuze | fünffarbig gefasst, schmiedeeisern, 17./18. Jahrhundert; bei der Kirche | D-1-71-113-49 Wikidata | BW             |
| Nähe Rothäuslweg (Standort)  | Bildstock | 19. Jahrhundert; nördlich im Tal | D-1-71-113-50 Wikidata | BW             |

### Plattenberg
| Lage                 | Objekt                | Beschreibung | Akten-Nr.              | Bild |
| -------------------- | --------------------- | --- | ---------------------- | ---- |
| Eck 4 (Standort)     | Sogenanntes Pestkreuz | bezeichnet mit dem Jahr 1693; an der Straße von Aichlberg nach Plattenberg                                                                                  | D-1-71-113-55 Wikidata | BW   |
| Flur Reit (Standort) | Pestkreuz             | aus Stein, bezeichnet mit dem Jahr 1671; an der B 20 | D-1-71-113-54 Wikidata | BW   |
| In der Au (Standort) | Ehemaliger Grenzstein | mit Wappen des Erzstifts Salzburg und des Kurfürstentums Bayern, bezeichnet mit den Jahren 1721/1722; 50 m vom Salzachufer entfernt bei Flusskilometer 21,4 | D-1-71-113-92 Wikidata | BW   |

### Rehdorf
| Lage                                           | Objekt                                                                     | Beschreibung | Akten-Nr.              | Bild |
| ---------------------------------------------- | -------------------------------------------------------------------------- | --- | ---------------------- | ---- |
| Maierhof 1 (Standort)                          | Bildstock                                                                  | Wohl 1. Hälfte 19. Jahrhundert; Nähe Haus Nr. 51 (Maierhof)                                                                                     | D-1-71-113-59 Wikidata | BW   |
| Rehdorf 1 (Standort)                           | Ehemals Kleinbauernhaus                                                    | mit Blockbau-Obergeschoss und Traufschrot, wohl 2. Hälfte 18. Jahrhundert                                                                       | D-1-71-113-56 Wikidata | BW   |
| Mühlbach in Gaßnermühle: Rehdorf 18 (Standort) | Ehemals Getreidemühle, sogenannte Gassenmühle, seit 1928 Elektrizitätswerk | unverputzter Steinbau mit Steilsatteldach und Stichbogenfenstern, um 1840/50; westlich Turbinenhaus, mit Steildach; mit technischer Ausstattung | D-1-71-113-58 Wikidata | BW   |

### Wechselberg
| Lage                       | Objekt                                    | Beschreibung | Akten-Nr.              | Bild |
| -------------------------- | ----------------------------------------- | --- | ---------------------- | ---- |
| Wechselberg 54 (Standort)  | Bauernhaus, Nordflügel der Vierseitanlage | stattlicher Bau mit Eckpilastern, Halbwalmdach und Hofdurchfahrt, um 1850/60; südlich Stadel, mit reichem Bundwerk, um 1840/50 | D-1-71-113-74 Wikidata | BW   |
| Sepphaider Feld (Standort) | Wegkapelle, sogenannte Niedermayr-Kapelle | Erbaut 1734; mit Ausstattung; nordöstlich des Ortes                                                                            | D-1-71-113-75 Wikidata | BW   |
| Wechselberg 51 (Standort)  | Bildstock, sogenannte Rupertussäule       | bezeichnet mit 1775, Inschrift und Bild erneuert 1871; südlich des Hofes am Weg nach Reit                                      | D-1-71-113-76 Wikidata | BW   |

## Weitere Ortsteile
| Lage                                                | Objekt                                                 | Beschreibung | Akten-Nr.              | Bild       |
| --------------------------------------------------- | ------------------------------------------------------ | --- | ---------------------- | ---------- |
| Achatz Achatz 2 (Standort)                          | Zugehörig Backhäusl                                    | Nagelfluh-Brockenmauerwerk, Mitte 19. Jahrhundert | D-1-71-113-6 Wikidata  | BW         |
| Aichlberg Aichlberg 5 (Standort)                    | Stadel                                                 | Südflügel des Bauernhofes, Bundwerk-Obergeschoss, bezeichnet mit dem Jahr 1873 | D-1-71-113-8 Wikidata  | BW         |
| Aichlberg Aichlberg 6 (Standort)                    | Stallstadel                                            | östlich angebauter Satteldachbau mit Bundwerkobergeschoss, 2. Viertel 19. Jahrhundert | D-1-71-113-9 Wikidata  | BW         |
| Auwies Auwies 12 (Standort)                         | Bauernhaus                                             | teilverputztes Natursteinmauerwerk, Blockbau-Kniestock, Gitterbundwerk am Wirtschaftsteil, 1820, Haustür bezeichnet mit 1843 | D-1-71-113-10 Wikidata | BW         |
| Barbermühle Auberger Weg 5 (Standort)               | Bildstock                                              | Gemauert, mit Walmdach, 19. Jahrhundert, nordwestlich der Mühle | D-1-71-113-11 Wikidata | BW         |
| Bergham Brodstrumm 63 (Standort)                    | Feldkapelle                                            | 19. Jahrhundert; etwa 120 m südwestlich Richtung Bergham | D-1-71-113-12 Wikidata | BW         |
| Bremsstallmühle Bremsstallmühle 37 (Standort)       | Wegkapelle                                             | Spätes 19./frühes 20. Jahrhundert | D-1-71-113-14 Wikidata | BW         |
| Edhof Edhof 56 (Standort)                           | Ehemaliges Kleinbauernhaus                             | Mitterstubenhaus eines ehemaligen Dreiseithofes, z. T. Ganzblockbau, wohl 1. Hälfte 18. Jahrhundert | D-1-71-113-20 Wikidata | BW         |
| Enstraß Enstraß 21 (Standort)                       | Bildstock                                              | Mit Laterne, Rotmarmor, bezeichnet 1515, erneuert 1855; an der Straße Burghausen-Trostberg | D-1-71-113-22 Wikidata | BW         |
| Enstraß Enstraß 21 (Standort)                       | Bauernhaus                                             | Mit Putzdekor, Hochlaube, Eckpilaster und Fresko über der Haustür, an den Pfetten bezeichnet mit 1855 | D-1-71-113-21 Wikidata | BW         |
| Erber Erber 33 (Standort)                           | Bildstock                                              | Mit Nische, wohl 17. Jahrhundert; westlich des Hofes | D-1-71-113-23 Wikidata | BW         |
| Forsthof Forsthof 25 (Standort)                     | Bundwerkstadel                                         | Südflügel des Vierseithofes, mit Schlangenbügen und überbautem großem Getreidekasten 18. Jahrhundert, bezeichnet mit 1838 | D-1-71-113-25 Wikidata | BW         |
| Forsthof Forsthof 26 (Standort)                     | Bundwerkstadel                                         | Südflügel des Bauernhofes, mit Gitterbundwerk und zwei überbauten Getreidekästen, bezeichnet mit 1868 | D-1-71-113-26 Wikidata | BW         |
| Gattern Flur Gattern (Standort)                     | Lourdes-Kapelle, sogenannte Huberkapelle               | Um 1900; mit Ausstattung; an der Kreuzung der Wege von Reit nach Eck und von Gattern zur Bundesstraße | D-1-71-113-27 Wikidata | BW         |
| Gendorf Trenkermühlstraße 1 (Standort)              | Bauernhaus                                             | eingeschossiger Bau mit niedrigem Blockbau-Obergeschoss und Sterntür, 2. Hälfte 18. Jahrhundert. | D-1-71-113-15 Wikidata | BW         |
| Grabenreith Nähe Hermannbräu, Nähe AÖ10 (Standort)  | Steinkreuz                                             | | D-1-71-113-28          | BW         |
| Grund Grund 1 (Standort)                            | Hofkapelle                                             | mit kleinem Dachreiter, bezeichnet mit dem Jahr 1933 | D-1-71-113-30 Wikidata | BW         |
| Gufflham Gufflham 17 (Standort)                     | Hütte                                                  | Ostflügel des Vierseithofes, mit Bundwerk-Obergeschoss, bezeichnet mit 1886 | D-1-71-113-32 Wikidata | BW         |
| Höresham Biber (Standort)                           | Wegkapelle, Fatima-Kapelle                             | 1817, erneuert 1857; am östlichen Ortsausgang | D-1-71-113-35 Wikidata | BW         |
| Höresham Steinfeld (Standort)                       | Bildstock                                              | Nagelfluh, 18./19. Jahrhundert; westlich an der Straße nach Hirten | D-1-71-113-36 Wikidata | BW         |
| Kasten Kasten 6 (Standort)                          | Windrad, auf hohem, eisernem Unterbau, wohl gegen 1900 | | D-1-71-113-39 Wikidata | BW         |
| Kasten Kasten 6 (Standort)                          | Bildstock                                              | Mit Laterne über Zinnen, Tuffstein, spätgotisch, Anfang 16. Jahrhundert; in der Nähe des Hofes | D-1-71-113-40 Wikidata | BW         |
| Kastenlemoos Kastenlemoos 16 (Standort)             | Bauernhaus                                             | unverputzter Natursteinbau mit Eckpilastern und Hochlaube, über der Haustür farbiges Stuckrelief und zwei bäuerliche Heiligenfiguren, 1848 | D-1-71-113-41 Wikidata | BW         |
| Kiern Flur Kiern (Standort)                         | Bildstock                                              | bezeichnet mit dem Jahr 1729; an der Kreuzung der Straßen von Kirchweidach nach Burghausen und Kastenlemoos nach Willhartsberg, zu Haus Nr. 47 gehörig | D-1-71-113-42 Wikidata | BW         |
| Kobl Kobl 67 (Standort)                             | Vierseithof                                            | Wohnhaus, Nordflügel des Anwesens, stattlicher zweigeschossiger Bau mit befenstertem Kniestock, Erdgeschoss in Naturstein, wohl Mitte 19. Jahrhundert; östlich Hütte, bezeichnet mit 1738, 1858; südlich Bundwerkstadel, bezeichnet mit 1845; westlich ehemaliges Stallgebäude, jetzt neues Wohnhaus, wohl Mitte 19. Jahrhundert; Backhaus, Erdgeschoss in Nagelfluh, erbaut 1903 | D-1-71-113-44 Wikidata | BW         |
| Kollmann am Bach Kollmann am Bach 31 (Standort)     | Bauernhaus                                             | mit Blockbau-Obergeschoss, Hochlaube und Traufschrot, bezeichnet mit 1735; zugehörig freistehender Getreidekasten, Obergeschoss-Blockbau, 17./18. Jahrhundert | D-1-71-113-45 Wikidata | BW         |
| Kothreit Kothreit 39 (Standort)                     | Bauernhaus                                             | zweigeschossig mit befenstertem Kniestock, Putzverzierungen und Fenstergittern, nach Brand 1898 im Stil des mittleren 19. Jahrhunderts erneuert | D-1-71-113-46 Wikidata | BW         |
| Kuglstadl Kuglstadl 110 (Standort)                  | Bildstock                                              | wohl 17. Jh. | D-1-71-113-68 Wikidata | BW         |
| Kuglstadl Kuglstadl 110 (Standort)                  | Betsäule                                               | Tuffsteinsäule mit Lichthäuschen, wohl 17. Jahrhundert | D-1-71-113-82 Wikidata | BW         |
| Mark Mark 37 1/3 (Standort)                         | Ehemals Kellerhaus und Bergkeller                      | halb in den Hang gebaute ehemalige Kellerwirtschaft, jetzt Wohnhaus, in Nagelfluh-Brockenmauerwerk mit gewölbtem Erdgeschoss, nach Mitte 19. Jahrhundert neu errichtet, Obergeschoss im Inneren und Dachstuhl modern erneuert; zugehörig stollenartiger, in mehreren Abschnitten gewölbter Bergkeller, zum Teil in Tuffstein, wohl noch 18. Jahrhundert                           | D-1-71-113-85 Wikidata | BW         |
| Mayer a.Eschelberg Mayer a.Eschelberg 38 (Standort) | Ehemaliges Bauernhaus                                  | Altbauernhaus „Beim Maier am Eschelberg“, Blockbau-Obergeschoss mit altertümlich kleinen Fenstern, 1. Hälfte 17. Jahrhundert; Ehemaliges Bauernhaus, zweigeschossiger Bau mit befenstertem Kniestock und Putzgliederung, Fenstergitter, 19. Jahrhundert | D-1-71-113-24 Wikidata | BW         |
| Oberberg Unterschönbuch (Standort)                  | Pestkreuz                                              | reich gestaltetes gusseisernes Kreuz auf Natursteinsockel, mit Pietà, 1905 zur Erinnerung an die Pesttoten von 1648/49 im Bereich der Bestattungen aufgestellt | D-1-71-113-89 Wikidata | BW         |
| Peterhof Peterhof 24 (Standort)                     | Wohnhaus                                               | zweigeschossiger Krüppelwalmdachbau mit Putzgliederung und Eckpilaster, wohl 1. Hälfte 19. Jahrhundert; Wirtschaftsgebäude, durch Torbogen mit Haupthaus verbunden, mit Krüppelwalmdach und Putzgliederung, wohl 1. Hälfte 19. Jahrhundert | D-1-71-113-51 Wikidata | BW         |
| Pirach Hauptstraße 17 und 19 (Standort)             | Gasthaus                                               | breitgelagerter, zweigeschossiger Satteldachbau mit Blockbau-Kniestock und Kastenerker, verputzter Nagelfluh, im Kern wohl noch 17. Jahrhundert | D-1-71-113-52 Wikidata | Gasthaus   |
| Pirach Steinberg 54 (Standort)                      | Wegkapelle                                             | Nischenbau mit hohem Satteldach, 18. Jahrhundert; mit Ausstattung; südöstlich des Ortes | D-1-71-113-53 Wikidata | Wegkapelle |
| Pritzl Flur Glöcklhof (Standort)                    | Sühnekreuz, sogenanntes „Pestkreuz“                    | aus Stein, wohl 16./17. Jahrhundert | D-1-71-113-83 Wikidata | BW         |
| Reichhof Reichhof 45 (Standort)                     | Bildstock                                              | Bildstock, sogenannte Leonhardi-Kapelle, 2. Hälfte 19. Jahrhundert; ostwärts an der B 20 | D-1-71-113-60 Wikidata | BW         |
| Reit Nähe Reit (Standort)                           | Bildstock, sogenannte Leonhardi-Kapelle                | 2. Hälfte 19. Jahrhundert; ostwärts an der B 20 | D-1-71-113-63 Wikidata | BW         |
| Reit Reit 17 (Standort)                             | Hofkapelle                                             | kleiner Tuffsteinbau mit Dachreiter, bezeichnet mit 1868; mit Ausstattung | D-1-71-113-62 Wikidata | BW         |
| Riedl Riedl 48 (Standort)                           | Gitterbundwerkstadel                                   | bezeichnet mit 1827; Stall, Ostflügel der Hofanlage, mit Bundwerkobergeschoss, 2. Viertel 19. Jahrhundert; Hütte, Westflügel der Hofanlage, mit Getreidekasten im Obergeschoss, bezeichnet mit 1827 | D-1-71-113-64 Wikidata | BW         |
| Schmidtner Flur Edenlemoos (Standort)               | Sühnekreuz                                             | Kreuz aus Tuffstein, spätmittelalterlich | D-1-71-113-88 Wikidata | BW         |
| Schönberg Edhofer Feldholz (Standort)               | Flurkapelle                                            | Natursteinmauerwerk, 1. Hälfte 19. Jahrhundert; an der Kreisstraße von Burgkirchen nach Hirten | D-1-71-113-66 Wikidata | BW         |
| Schoppenheid Flur Schopperhaid (Standort)           | Bildstock                                              | 19. Jahrhundert; etwa 200 m nordöstlich im Feld | D-1-71-113-67 Wikidata | BW         |
| Spielmann Spielmann 48 (Standort)                   | Zuhäusl                                                | mit Schopfwalmdach, Mitte 19. Jahrhundert | D-1-71-113-69 Wikidata | BW         |
| Thal Flur Thal (Standort)                           | Hofkapelle St. Brixius                                 | um 1841; an Stelle einer 1804 abgebrochenen Kirche errichtet, zu Haus Nr. 6 gehörig | D-1-71-113-72 Wikidata | BW         |
| Thalhausen Eschelberg (Standort)                    | Pestkreuz                                              | großes Kreuz aus Tuffstein, 15./16. Jahrhundert, Sockel später; südostwärts am Waldrand | D-1-71-113-73 Wikidata | BW         |
| Unterhadermark Unterhadermark 72 (Standort)         | Ehemaliges Bauernhaus                                  | Einfirsthof mit Blockbau-Obergeschoss, wohl 1. Drittel 19. Jahrhundert | D-1-71-113-84 Wikidata | BW         |
| Willhartsberg Willhartsberg 39 (Standort)           | Stadel                                                 | Nordflügel des Anwesens, mit Traufbundwerk, Mitte 19. Jahrhundert | D-1-71-113-78 Wikidata | BW         |
| Willhartsberg Streuhofer Feld (Standort)            | Weilerkapelle                                          | 2. Hälfte 19. Jahrhundert, erneuert 1972; mit Ausstattung; zu Haus Nr. 36 gehörig | D-1-71-113-79 Wikidata | BW         |
| Wimpersing (bei Hirten) Wimpersing 28 (Standort)    | Hofkapelle                                             | mit kleeblattbogig geöffneter Vorhalle, erbaut 1920; mit Ausstattung | D-1-71-113-80 Wikidata | BW         |

## Ehemalige Baudenkmäler
| Lage                                                 | Objekt                    | Beschreibung | Akten-Nr.                        | Bild |
| ---------------------------------------------------- | ------------------------- | --- | -------------------------------- | ---- |
| Aichelberg (bei Hirten), Haus Nr. 73 (Standort)      | Hütte eines Vierseithofes | Obergeschoss-Bundwerk, um 1850 | D-1-71-113-7 Wikidata            | BW   |
| Bichl Aubergerweg ()                                 | Bauernhaus                | Teilverschalter Blockbau, 17. Jahrhundert, im Kern wohl älter                                                                                      | D-1-71-113-13 Wikidata           |      |
| Brunnschneider Trenkermühlstraße 1 (Standort)        | Bauernhaus                | Mit niedrigem Blockbau-Obergeschoss und Sterntür, 2. Hälfte 18. Jahrhundert.                                                                       | D-1-71-113-15 ? Wikidata         | BW   |
| Eck Forsthof 27 (Standort)                           | Haustür                   | An einem Bauernhaus mit reich geschnitztem Gatter, gegen Mitte 19. Jahrhundert; zugehörig kleiner niedriger Bundwerkstadel, Anfang 19. Jahrhundert | D-1-71-113-19 ? Wikidata         | BW   |
| Grasset (bei Kastl) Altgendorferstraße 78 (Standort) | Ehemaliger Vierseithof    | Wohnhaus und Ökonomiegebäude, um 1800 | D-1-71-113-29 Wikidata           | BW   |
| Grund Haus Nr. 58 ()                                 | Zugehörig Bundwerkstadel  | Mit geschweiften Kopfbügen, Anfang 19. Jahrhundert                                                                                                 | D-1-71-113-31 Wikidata           |      |
| Hecketstall ()                                       | Wegkapelle                | Gegen Mitte 19. Jahrhundert; an der Straße nach Straß                                                                                              | D-1-71-113-33 oder 34 ? Wikidata |      |
| Höresham Haus Nr. 29 (Standort)                      | Mitterstubenhaus          | Mit Bundwerkteil und verschaltem Blockbau-Obergeschoss, bezeichnet 1799                                                                            | D-1-71-113-37 oder 38 ? Wikidata | BW   |
| Irlhaid Haus Nr. 40 ()                               | Zugehörig Hütte           | Mit Bundwerkoberteil, Mitte 19. Jahrhundert | D-1-71-113-37 Wikidata           |      |
| Jaindl Altgendorferstraße 70 (Standort)              | Beim Jaindl               | Eingeschossiges Mitterstubenhaus, mit geständertem Kniestock, im Kern 18. Jahrhundert                                                              | D-1-71-113-38 Wikidata           | BW   |
| Kleinriedl Barbermühlweg 1 (Standort)                | Bauernhaus                | Mit flachem Sprenggiebel, rückwärts Ständerbohlen-Bundwerk, 1. Hälfte 19. Jahrhundert.                                                             | D-1-71-113-43 Wikidata           | BW   |
| Linner Haus Nr. 136 (Standort)                       | Stattlicher Vierseithof   | Wohnhaus wohl 1860; Gitterbundwerkstadel 1840; Hütte, bezeichnet 1860                                                                              | D-1-71-113-83 oder 84 ? Wikidata | BW   |
| Reichstraß östlich im Feld ()                        | Tuffbildstock             | Mit Laterne und Knauf, 1. Hälfte 16. Jahrhundert; östlich im Feld                                                                                  | D-1-71-113-62 Wikidata           |      |
| Riedl Jennerstraße 3 (Standort)                      | Ehemaliges Bauernhaus     | Gut restaurierter Obergeschoss-Blockbau, 2. Hälfte 18. Jahrhundert                                                                                 | D-1-71-113-65 ? Wikidata         | BW   |
| Stölzl Haus Nr. 37 (Standort)                        | Zugehörig Hütte           | 1. Hälfte 19. Jahrhundert | D-1-71-113-70 Wikidata           | BW   |
| Streuhof Haus Nr. 35 ()                              | Bauernhaus                | Verfugter Tuffquaderbau mit Fenstergittern, um 1830/40                                                                                             | D-1-71-113-71 Wikidata           |      |
| Willhartsberg Haus Nr. 36 (Standort)                 | Bundwerkstadel            | Stattlicher Bundwerkstadel mit Gitterfeld, bezeichnet 1857                                                                                         | D-1-71-113-77 ? Wikidata         | BW   |
| Wührermühle Wührermühlstraße 5 (Standort)            | Bauernhaus                | Mit Gitterbundwerk am Heuboden, 1. Viertel 19. Jahrhundert                                                                                         | D-1-71-113-81 ? Wikidata         | BW   |